# SNARE
SNARE – grupa białek należących do dużej rodziny białek transbłonowych. Biorą one udział w rozpoznawaniu i fuzji pęcherzyków z błoną komórkową.
Białka SNARE można podzielić na dwie grupy:
- v-SNARE – obecne na pęcherzykach
- t-SNARE – obecne po cytoplazmatycznej stronie błony docelowej

Toksyny wytwarzane przez bakterie z rodzaju Clostridium (toksyna tężcowa, toksyna botulinowa) są endoproteazami, które powodują rozkład białek kompleksu SNARE. Prowadzi to do zahamowania przewodnictwa na poziomie synaptycznym.